# Drosera gibsonii
Drosera gibsonii este o specie de plante carnivore din genul Drosera, familia Droseraceae, ordinul Caryophyllales, descrisă de P. Mann. Conform Catalogue of Life specia Drosera gibsonii nu are subspecii cunoscute.

## Galerie